# Bayton
Bayton är en ort och civil parish i Storbritannien.   Den ligger i grevskapet Worcestershire och riksdelen England, i den södra delen av landet, 180 km nordväst om huvudstaden London. Bayton ligger 151 meter över havet och antalet invånare är 443.
Terrängen runt Bayton är platt österut, men västerut är den kuperad. Runt Bayton är det tätbefolkat, med 493 invånare per kvadratkilometer. Närmaste större samhälle är Kidderminster, 14,0 km öster om Bayton. I omgivningarna runt Bayton växer i huvudsak blandskog.